# Scarlett Hefner
Pour les articles homonymes, voir Hefner et Byrne.
Scarlett Hefner, connue également sous le nom Scarlett Byrne, née le 6 octobre 1990 à Hammersmith en Angleterre, est une actrice britannique.

## Biographie
Scarlett Byrne fait ses premiers pas devant la caméra en 2005 dans le court-métrage CryBaby. Trois ans plus tard, la jeune comédienne incarne Chloe Daniel dans un épisode de la série Doctors.
Elle tient le rôle de Pansy Parkinson dans les trois derniers épisodes de la saga Harry Potter. Elle succède ainsi à Katharine Nicholson, Genevieve Gaunt et Lauren Shotten pour incarner l'amie de Drago Malefoy dans les derniers films de la saga.
En 2015, elle obtient le rôle de Nora dans la saison 7 de la série The Vampire Diaries, personnage en couple avec Mary-Louise, jouée par Teressa Liane.
Elle pose nue dans le Playboy de mars 2017.
Le 9 octobre 2018, elle rejoint son amie Evanna Lynch dans la 27e saison de l'émission Dancing with the Stars, pour la quatrième semaine.

## Vie privée
Depuis 2013, elle est en couple avec le fils du créateur du magazine Playboy Hugh Hefner et homme d'affaires, Cooper Hefner. Le 6 août 2015, ils annoncent leurs fiançailles. Ils se marient le 4 novembre 2019 au tribunal du comté de Ventura en Californie.  
Le 24 août 2020, Scarlett Hefner donne naissance à son premier enfant, une fille prénommée Betsy Rose. En novembre 2021, ils annoncent sur Instagram qu'ils attendent des jumeaux. Le 26 mars 2022, elle donne naissance à deux petites filles prénommées Marigold Adele Hefner et Blossom Pearl Hefner

## Filmographie

### Cinéma

#### Longs métrages
- 2009 : Harry Potter et le Prince de sang-mêlé (Harry Potter and the Half-Blood Prince) de David Yates : Pansy Parkinson
- 2010 : Harry Potter et les Reliques de la Mort, 1re partie (Harry Potter and the Deathly Hallows) de David Yates : Pansy Parkinson
- 2011 : Harry Potter et les Reliques de la Mort, 2e partie (Harry Potter and the Deathly Hallows) de David Yates : Pansy Parkinson
- 2017 : Skybound de Alex Tavakoli : Lisa

#### Courts métrages
- 2005 : CryBaby de Asier Newman
- 2014 : Lashes de Christine Sherwood : Sarah
- 2019 : Stick and Poke de Susan Landau Finch : Maggie

### Télévision

#### Séries télévisées
- 2008 : Doctors : Chloe Daniels (saison 10, épisode 92)
- 2014-2015 : Falling Skies : Alexis "Lexis" Glass-Mason (13 épisodes)
- 2015-2016 : Vampire Diaries : Nora Hildegrad (saison 7, 12 épisodes)
- 2016 : Mary + Jane (en) : Lacey (saison 1, épisode 4)
- 2019 : Runaways : Bronwyn (saison 3, 5 épisodes)

#### Téléfilms
- 2012 : Lake Placid : The Final Chapter de Don Michael Paul : Brittany
- 2015 : Une rentrée qui tourne mal (Sorority Murder) de Jesse James Miller : Jennifer Taylor

#### Émission
- 2018 : Dancing with the Stars : participante / invitée (saison 27 - quatrième semaine avec Evanna Lynch)